# Christian Matras
Pour les articles homonymes, voir Matras.
Christian Matras est un directeur de la photographie français, né le 29 décembre 1903 à Valence (Drôme), mort le 4 mai 1977  dans le 16e arrondissement de Paris,.

## Biographie
Reporter à Éclair-Journal, Christian Matras fait ses débuts d'opérateur sur un plateau en 1926. Réputé pour le raffinement de ses images, il excelle dans le film historique.
Il a été le chef opérateur très apprécié de Max Ophüls sur La Ronde, Madame de... et Lola Montès. Il avait épousé Françoise Bouland (1900-1978).
Directeur de la photographie préféré d'Yvonne Printemps, il avait déterminé vingt-et-une conditions pour la photographier.

## Filmographie
- 1928 : Maldone de Jean Grémillon
- 1932 : Le Billet de logement de Charles-Félix Tavano
- 1934 : La Châtelaine du Liban de Jean Epstein
- 1934 : Le Scandale de Marcel L'Herbier
- 1934 : Le Paquebot Tenacity de Julien Duvivier
- 1934 : La Maison dans la dune de Pierre Billon
- 1934 : Maternité de Jean Choux
- 1935 : L'Affaire Coquelet de Jean Gourguet
- 1936 : Les Mutinés de l'Elseneur de Pierre Chenal
- 1936 : Mais n'te promène donc pas toute nue de Léo Joannon
- 1936 : La Marmaille de Dominique Bernard-Deschamps
- 1937 : Les Réprouvés de Jacques Séverac
- 1937 : La Grande Illusion de Jean Renoir
- 1937 : Le Chanteur de minuit de Léo Joannon
- 1938 : La Piste du sud de Pierre Billon
- 1938 : Café de Paris de Yves Mirande
- 1938 : Légions d'honneur de Maurice Gleize
- 1938 : Entrée des artistes de Marc Allégret
- 1938 : Je chante de Christian Stengel
- 1939 : La Fin du jour de Julien Duvivier
- 1939 : Le Dernier Tournant de Pierre Chenal
- 1940 : Paradis perdu d'Abel Gance
- 1940 : La Nuit merveilleuse de Jean-Paul Paulin
- 1941 : Parade en 7 nuits de Marc Allégret
- 1941 : Romance de Paris de Jean Boyer
- 1941 : Le Briseur de chaînes de Jacques Daniel-Norman
- 1942 : La Duchesse de Langeais de Jacques de Baroncelli
- 1942 : La Loi du printemps de Jacques Daniel-Norman
- 1942 : Pontcarral, colonel d'Empire de Jean Delannoy
- 1943 : Secrets de Pierre Blanchar
- 1943 : Le Secret de Madame Clapain d' André Berthomieu
- 1943 : L'Escalier sans fin de Georges Lacombe
- 1943 : Un seul amour de Pierre Blanchar
- 1943 : Mahlia la métisse de Walter Kapps
- 1943 : Lucrèce de Léo Joannon
- 1944 : Le Voyageur sans bagage de Jean Anouilh
- 1944 : Le Bossu de Jean Delannoy
- 1945 : Mademoiselle X de Pierre Billon
- 1945 : Boule de Suif de Christian-Jaque
- 1945 : Seul dans la nuit de Christian Stengel
- 1945 : La Part de l'ombre de Jean Delannoy
- 1946 : Tant que je vivrai de Jacques de Baroncelli
- 1946 : L'Idiot de Georges Lampin
- 1946 : Un revenant de Christian-Jaque
- 1946 : Il suffit d'une fois d'Andrée Feix
- 1947 : Le Beau Voyage de Louis Cuny
- 1947 : Les jeux sont faits de Jean Delannoy
- 1948 : Éternel Conflit de Georges Lampin
- 1948 : D'homme à hommes de Christian-Jaque
- 1948 : L'Aigle à deux têtes de Jean Cocteau
- 1948 : La Révoltée de Marcel L'Herbier
- 1949 : Tous les chemins mènent à Rome de Jean Boyer
- 1949 : Singoalla de Christian-Jaque
- 1950 : La Valse de Paris de Marcel Achard
- 1950 : La Ronde de Max Ophüls
- 1950 : Souvenirs perdus de Christian-Jaque
- 1951 : Olivia de Jacqueline Audry
- 1951 : Barbe-Bleue de Christian-Jaque
- 1952 : Le Plaisir de Max Ophüls (segment Le Masque et La Maison Tellier)
- 1952 : Fanfan la Tulipe de Christian-Jaque
- 1952 : Adorables Créatures de Christian-Jaque
- 1952 : Violettes impériales de Richard Pottier
- 1953 : Madame de... de Max Ophüls
- 1953 : Lucrèce Borgia de Christian-Jaque
- 1954 : Destinées de Jean Delannoy (segment Lysistrata)
- 1954 : Secrets d'alcôve d'Henri Decoin et Jean Delannoy (segments Le Billet de logement et Le Lit de la Pompadour)
- 1954 : Madame du Barry de Christian-Jaque
- 1955 : Nana de Christian-Jaque
- 1955 : Les Carnets du Major Thompson de Preston Sturges
- 1955 : Lola Montès de Max Ophüls
- 1956 : Rencontre à Paris de Georges Lampin
- 1956 : Les Aventures de Till l'espiègle de Gérard Philipe et Joris Ivens
- 1957 : Œil pour œil d'André Cayatte
- 1957 : Les Espions d'Henri-Georges Clouzot
- 1957 : Une manche et la belle de Henri Verneuil
- 1958 : Montparnasse 19 de Jacques Becker
- 1958 : Le Miroir à deux faces d'André Cayatte
- 1958 : Maxime d'Henri Verneuil
- 1958 : Christine de Pierre Gaspard-Huit
- 1959 : Pourquoi viens-tu si tard ? de Henri Decoin
- 1959 : La Bête à l'affût de Pierre Chenal
- 1959 : La Belle et l'Empereur d'Axel von Ambesser
- 1959 : Le Chemin des écoliers de Michel Boisrond
- 1960 : Les Magiciennes de Serge Friedman
- 1961 : Les lions sont lâchés d'Henri Verneuil
- 1961 : Paris Blues de Martin Ritt
- 1961 : Le Cœur battant de Jacques Doniol-Valcroze
- 1961 : Le Jeu de la vérité de Robert Hossein
- 1962 : Cartouche de Philippe de Broca
- 1962 : Le crime ne paie pas de Gérard Oury
- 1962 : Thérèse Desqueyroux de Georges Franju
- 1962 : Virginie de Jean Boyer
- 1963 : Shéhérazade de Pierre Gaspard-Huit
- 1963 : Casablanca nid d'espions de Henri Decoin
- 1963 : Le Journal d'un fou de Roger Coggio
- 1964 : Les Amitiés particulières de Jean Delannoy
- 1965 : Béatrice
- 1965 : Samba
- 1965 : Le Majordome de Jean Delannoy
- 1965 : Los pistoleros de Arizona
- 1965 : Aventure à Beyrouth (La dama de Beirut)
- 1965 : Les Fêtes galantes de René Clair
- 1966 : La Femme perdue (La mujer perdida) de Tulio Demicheli
- 1967 : Lettre à Carla
- 1967 : Sept fois femme (Woman Times Seven) de Vittorio De Sica
- 1967 : Les Risques du métier d'André Cayatte
- 1968 : The Desperate Ones
- 1968 : Une femme sans importance (téléfilm)
- 1968 : Les oiseaux vont mourir au Pérou de Romain Gary
- 1969 : La Voie lactée de Luis Buñuel
- 1969 : Esa mujer
- 1969 : Las leandras
- 1970 : Le Bal du comte d'Orgel de Marc Allégret
- 1971 : Variétés de Juan Antonio Bardem
- 1972 : Pas folle la guêpe de Jean Delannoy